# Windach (Moorenweis)
Windach ist ein Gemeindeteil von Moorenweis im oberbayerischen Landkreis Fürstenfeldbruck. Der Weiler liegt circa einen Kilometer nördlich von Moorenweis.

## Geschichte
Seit dem 12. Jahrhundert traten in Windach Dienstmannen der Grafen von Andechs auf, die sich nach dem Ort benannten. Im 14. Jahrhundert sind die Rehlinger als Eigentümer des Ortes nachgewiesen. Auf diese folgten die Ritter Schmiecher von Helmishofen.
Im Jahr 1442 wurde Windach als Hofmark bezeichnet. 1537 verkaufte Christoph von Schmiechen die Hofmark Mitter- und Unterwindach samt dem Burgstall an Melchior Sytter und dessen Gemahlin Constantia, geborene Peutinger. 1558 wurde Carl Wolfgang Rehlinger durch Heirat Besitzer der Hofmark. Franz Füll, Bürger und Handelsmann in München, kaufte 1596 den Besitz. Die Nachkommen besaßen bis 1825 den Besitz, der danach durch testamentarische Verfügung an Max Joseph Freiherr von Pfetten ging.

## Baudenkmäler
Siehe auch: Liste der Baudenkmäler in Windach
- Katholische Filialkirche St. Johannes Baptist

## Bodendenkmäler
Siehe: Liste der Bodendenkmäler in Moorenweis